# 大潭 (臺南市)
大潭，是臺灣臺南市歸仁區的一個傳統地域名稱，位於該區西南端。相較於今日行政區，其範圍大致包括武東里南部偏東凸出部分的西側、大潭里西部不含西北端凸出部分。

## 歷史
台灣日治初期，大潭地區為一（舊制）街庄，稱為「大潭庄」，隸屬於崇德西里。該庄北與刣豬厝庄為鄰，東邊北段及中段與林仔邊庄為鄰，東邊南段及南邊隔二層行溪（今二仁溪）分別與中路庄、營後庄為界，西邊為中洲庄。
1901年（日治明治三十四年）11月，全台設置二十廳，該庄隸屬於臺南廳。1903年（明治三十六年）6月，該庄編入「崇德區」，隸屬於臺南廳。1909年（明治四十二年）10月，合併二十廳為十二廳，崇德區仍隸屬於臺南廳。1920年（大正九年），廢十二廳改設五州二廳，該庄改制為「大潭」大字，隸屬於臺南州新豐郡歸仁庄（新制街庄）。
戰後歸仁庄改制為歸仁鄉，隸屬於臺南縣，大字亦改制為村。1950年雲、嘉、南分治，歸仁鄉仍隸屬於臺南縣。2010年12月25日，因臺南縣市合併為直轄市臺南市，歸仁鄉改制為歸仁區，村亦改制為里。

## 聚落
本地區發展較早的聚落有刣豬厝（今武東）、圍仔內（已消失）、窩仔底（今北武東）等，在日治期初期的官方地圖上已有記載。

## 交通

### 鐵路
- 台鐵沙崙線長榮大學車站

### 公路
國道1號又稱「中山高速公路」，是貫穿台灣西部的兩條縱向高速公路之一，經過本地區西部邊界地帶。最近的交流道在北側是省道台86線（東西向快速公路－台南關廟線）交會處的仁德系統交流道（省道台86線在本地區北鄰刣豬厝地區的高鐵台南站附近設有交流道）；在南側是省道台28線交會處的路竹交流道。由此等可快速前往國道1號沿線各地。
區道南351線是八甲至大潭的道路。
區道南352線是十三甲至龜洞的道路。

## 學校
- 長榮大學
- 大潭國小

## 公務機構
- 大潭派出所